# Memory-Effekt (Akkumulator)
Als Memory-Effekt wird der Kapazitätsverlust bezeichnet, der bei sehr häufiger Teilentladung eines Nickel-Cadmium-Akkus mit gesinterten Elektroden und anderer Akkutypen auftritt. Der Akku scheint sich den Energiebedarf zu „merken“ und mit der Zeit, statt der ursprünglichen, nur die bei den bisherigen Entladevorgängen benötigte Energiemenge zur Verfügung zu stellen. Elektrisch äußert sich der Effekt in einem frühen Spannungsabfall. Dies bedeutet eine Verringerung der nutzbaren Kapazität des Akkumulators, da Verbraucher eine Mindestspannung benötigen. Sinkt die Zellenspannung unter diesen Mindestbedarf ab, wird die Zelle für die Nutzung unbrauchbar, obwohl sie noch weiterhin elektrische Energie liefern kann. 

## Ursache des Memory-Effekts
Der Memory-Effekt wurde zuerst in den 1960er Jahren von der NASA beschrieben. Gesinterte NiCd-Akkus in Satelliten wurden unabhängig vom Grad der Entladung in regelmäßigen Abständen, also bei jedem Sonnenumlauf, durch Solarzellen aufgeladen. Mit der Zeit passten sich die Akkus an den Laderhythmus an; ihre Kapazität reichte nur noch bis zum nächsten Ladezyklus, obwohl sie deutlich größer dimensioniert waren.
Der Memory-Effekt beruht sehr wahrscheinlich auf zwei Prozessen.
1. Kristallbildung: Beim Aufladen eines NiCd-Akkus bilden sich Cadmium-Mikrokristalle.[1] Wird der Akkumulator nur bis zu einem bestimmten „über die Ladevorgänge hinweg gleichbleibenden“ Grad entladen, begünstigt dies die Bildung größerer Kristalle aus Mikrokristallen in nicht entladenen Bereichen. Weil größere Kristalle weniger Oberfläche pro Masseneinheit aufweisen als kleinere, reagieren sie beim Entladen schlechter, weshalb die Spannung früher einbricht.
2. Umkristallisation: Ältere Ladetechnologien ignorieren den Akkufüllstand. Sie laden über einen festgelegten Zeitraum und überladen einen nur teilentladenen Akku. Dadurch kommt es zu Umkristallisation an der Cd-Elektrode. Aufgrund der Stellung des Cadmiums innerhalb der elektrochemischen Spannungsreihe ist die Umkristallisation mit einer geringeren Ausgangsspannung und einer dadurch verringerten Kapazität verbunden.

## Abhilfe
Bei älteren NiCd-Akkus mit Memory-Effekt wurde empfohlen, sie in einem Zyklus von bis zu fünf Mal hintereinander voll zu laden, bis zu einer Spannung von minimal 0,85 Volt pro Zelle zu entladen und wieder zu laden. Damit konnten eventuell die chemischen Vorgänge, die zur Entstehung des Effekts geführt hatten, rückgängig gemacht werden. Half auch diese Prozedur nicht, musste der Akku als defekt ausgesondert werden. 

## Untersuchungen zum Memory-Effekt bei modernen Akkus
Das Zentrum für Sonnenenergie- und Wasserstoff-Forschung Baden-Württemberg (ZSW) untersuchte 2001 handelsübliche NiCd-, NiMH- und Lithium-Ionen-Akkus auf ihr Verhalten bei mehrfacher Teilentladung. Dabei wurde ein Rückgang der Zellenspannung nach mehrfacher Teilentladung (zehn Teilentlade-Lade-Zyklen und mehr) festgestellt, der jedoch immer kleiner als 0,05 Volt war. Die früher publizierte Reduzierung der Zellenspannung um mehr als 0,1 Volt konnte nicht beobachtet werden. Die Reduzierung der Zellenspannung konnte durch einmaliges Entladen auf normale Entladeschlussspannung und Wiederaufladen rückgängig gemacht werden. Erstaunlicherweise verhielten sich NiCd- und NiMH-Akkus sehr ähnlich, allerdings spricht man beim NiMH-Akku vom Batterieträgheitseffekt. Li+-Akkus weisen diesen Effekt nur in kleinen Maßen auf. Daraus kann geschlossen werden, dass für diesen Effekt keine der oben genannten Ursachen in Frage kommt, an denen immer Cadmium beteiligt ist.
Die Autoren der Untersuchung kommen zu dem Schluss, dass es den Batterieherstellern durch Materialwahl oder veränderte Technologie gelungen ist, den Memory-Effekt weitgehend zu eliminieren, und kommen zu den folgenden Empfehlungen:
- Eine vollständige Entladung vor jeder Ladung ist nicht notwendig.
- Gelegentliches Entladen, etwa nach 50 Teilentladezyklen, ist empfehlenswert.

Die Akku-Lebensdauer kann vielmehr durch Teilentladungen deutlich gesteigert werden – das gilt sowohl für NiMH-, als auch für Lithium-Akkus. Bei Hybridautos sind mehr als zehnmal so viel Teil-Ladezyklen möglich, als wenn man sie 100%ig entladen würde. Die Durchsatzleistung kann bspw. bei Pedelec-Akkus etwa verdreifacht werden, was einer mehr als doppelten Lebensdauer entspricht.